# Fräsbech
Fraesbech är ett vattendrag i Luxemburg.   Det ligger i distriktet Diekirch, i den västra delen av landet, 25 kilometer nordväst om huvudstaden Luxemburg.
Omgivningarna runt Fraesbech är en mosaik av jordbruksmark och naturlig växtlighet. Runt Fraesbech är det ganska tätbefolkat, med 60 invånare per kvadratkilometer.